# Matylda Getter

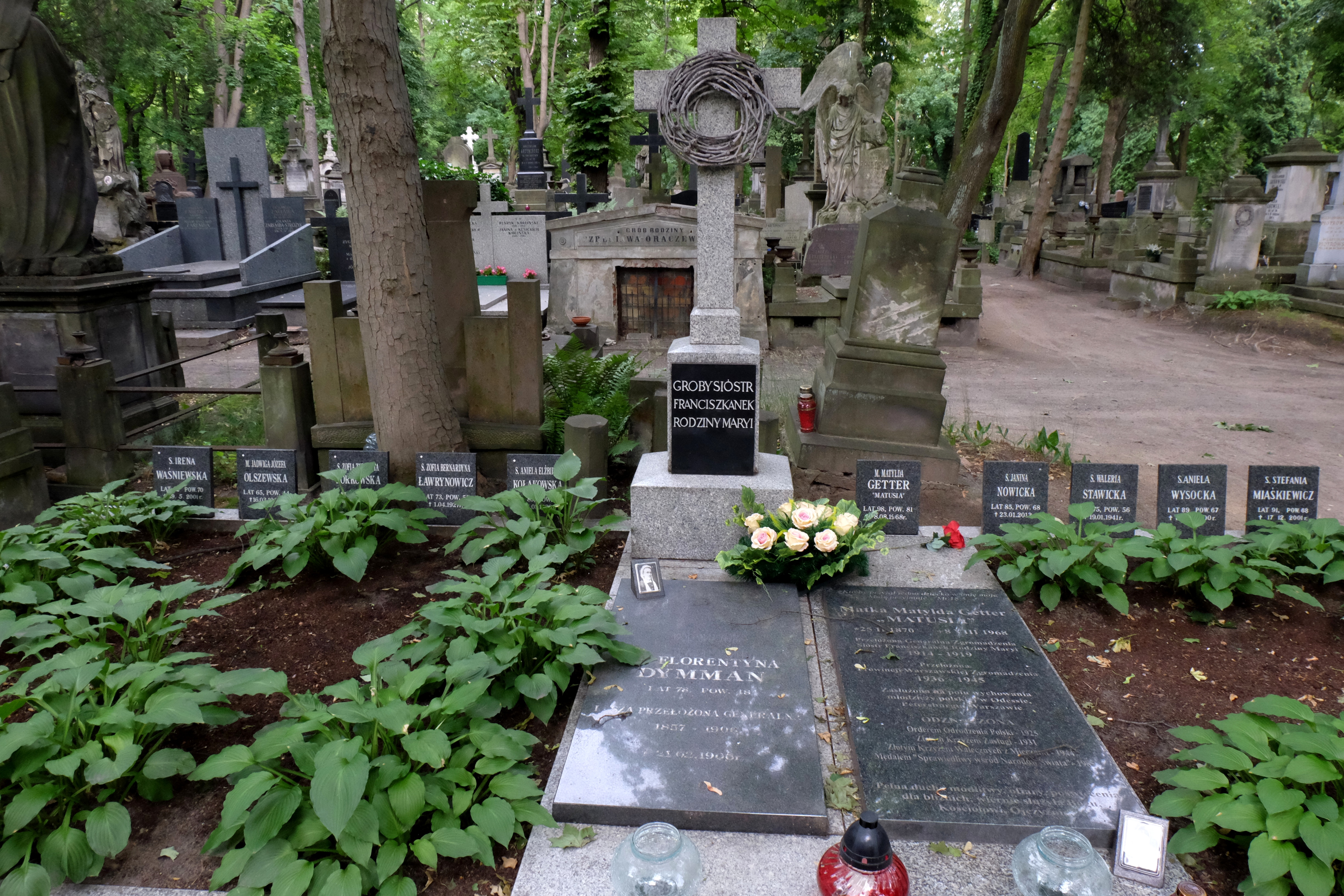
Grób Matyldy Getter w grobowcu Sióstr Franciszkanek Rodziny Maryi na cmentarzu Powązkowskim w Warszawie.

Matylda Getter (ur. 25 lutego 1870 w Warszawie, zm. 8 sierpnia 1968 tamże) – siostra zakonna, naczelna matka przełożona prowincji warszawskiej Zgromadzenia Sióstr Franciszkanek Rodziny Maryi, działaczka społeczna oraz oświatowo-wychowawcza w przedwojennej Polsce, a także humanitarna w okresie II wojny światowej. Sprawiedliwa wśród Narodów Świata (1986).

## Młodość
Matylda Getter urodziła się 25 lutego 1870 r. w Warszawie w rodzinie rzeźnika Karola i Matyldy z Niemyskich. Była jedną z dziesięciorga rodzeństwa, najstarszą wśród sióstr. Rodzina zamieszkiwała na Woli, w domu przy ul. Krochmalnej 8. W 1886 r. ojciec Matyldy zmarł w niejasnych okolicznościach. Na wieść o tym, że jego przyjaciel Edward Reich źle się poczuł, udał się do browaru, w którym ten przebywał z zamiarem udzielenia mu pomocy. Na miejscu sam także poczuł się źle, zasłabł i zmarł na skutek tego wypadku.

## Działalność przedwojenna
Siostra Matylda przez całe życie kierowała się radą swojego spowiednika, który powiedział „Pójdziesz do Rodziny Maryi, bo trzeba teraz ratować biedne dzieci i służyć krajowi”. Stało się to dla niej inspiracją do wstąpienia do zakonu, a także mottem jej późniejszej działalności. W okresie międzywojennym siostra z ogromnym poświęceniem angażowała się w działalność oświatowo-wychowawczą. Zakładała nowe placówki edukacyjne i opiekuńcze w Polsce centralnej oraz we wschodniej części kraju, m.in. była przełożoną Ogniska Rodziny Marji w Warszawie.

## II wojna światowa
We wrześniu 1939 w domu prowincjalnym w Warszawie przy ul. Hożej 53, prowadzonym przez siostry franciszkanki, funkcjonował punkt sanitarny, w którym znalazło schronienie ok. 500 cywilów poszkodowanych w wyniku działań wojennych. Punkt ten w 1944 przyjął formę szpitala powstańczego. Przez całą okupację siostry prowadziły tam kuchnię, z której korzystało ok. 300 ubogich dziennie. Matylda Getter kierowała ze swojej siedziby akcją niesienia pomocy aresztowanym. Współpracowała z konspiracyjnymi komórkami więziennymi w wystawianiu nowych dokumentów dla osób ściganych przez Niemców.
Wykorzystywała sieć sierocińców zgromadzenia, m.in. w Aninie, Białołęce, Chotomowie, Płudach i Warszawie, do ukrywania w nich żydowskich dzieci z warszawskiego getta. W 1942 zadecydowała, że jej zgromadzenie przyjmie każde dziecko z getta. Dzięki tej akcji siostrom franciszkankom ze wszystkich prowincji udało się ocalić kilkaset osób skazanych na zagładę. Matka Matylda została pośmiertnie odznaczona medalem Sprawiedliwy wśród Narodów Świata za ratowanie Żydów. Żydowskie dzieci nazywały siostrę Matyldę „mateczką” względnie „matusią”.
Została pochowana w grobowcu zgromadzenia sióstr zakonnych na cmentarzu Powązkowskim w Warszawie (kwatera F/G-2-26).

„Nie zapomnę do końca życia tego momentu. Matka Getter była w tym małym ogródku na Hożej, zbliżyłam się do niej, powiedziałam, że nie mam gdzie się podziać, że jestem Żydówką, a więc wyjęta spod prawa. Na co matka mi odpowiedziała i tu przytaczam jej słowa: »Dziecko moje, ktokolwiek przychodzi na nasze podwórko i prosi o pomoc, w imię Chrystusa, nie wolno nam odmówić«” Lila Goldschmidt

## Ordery i odznaczenia
- Krzyż Wielki Orderu Odrodzenia Polski (pośmiertnie, 24 października 2018)[5]
- Krzyż Oficerski Orderu Odrodzenia Polski (30 kwietnia 1925)[6][7]
- Złoty Krzyż Zasługi (9 listopada 1931)[2]
- Medal Sprawiedliwy wśród Narodów Świata (za ratowanie Żydów w czasie okupacji, pośmiertnie 1986)[3]

## Upamiętnienie
Narodowy Bank Polski wprowadził do obiegu 2 grudnia 2009 monetę upamiętniającą Polaków ratujących Żydów: Irenę Sendlerową, Zofię Kossak i siostrę Matyldę Getter. Moneta o nominale 20 zł została wykonana stemplem lustrzanym w srebrze w Mennicy Polskiej S.A. w Warszawie.
W 2022 Instytut Pamięci Narodowej opublikował fabularyzowany film dokumentalny pt. Matusia. Premiera filmu odbyła się 1 grudnia 2022 w Warszawie.